# Nagglåsbräken
Nagglåsbräken (Botrychium nordicum) är en under 2010-talet upptäckt växtart i familjen låsbräkenväxter. 
Den förekommer på väldränerad grusmark och är känd från Norge och Island. Den skiljer sig från låsbräken främst genom djupt inskurna eller nästan tandade småbladskanter och kort stjälk.